# Salzburger Landesarchiv

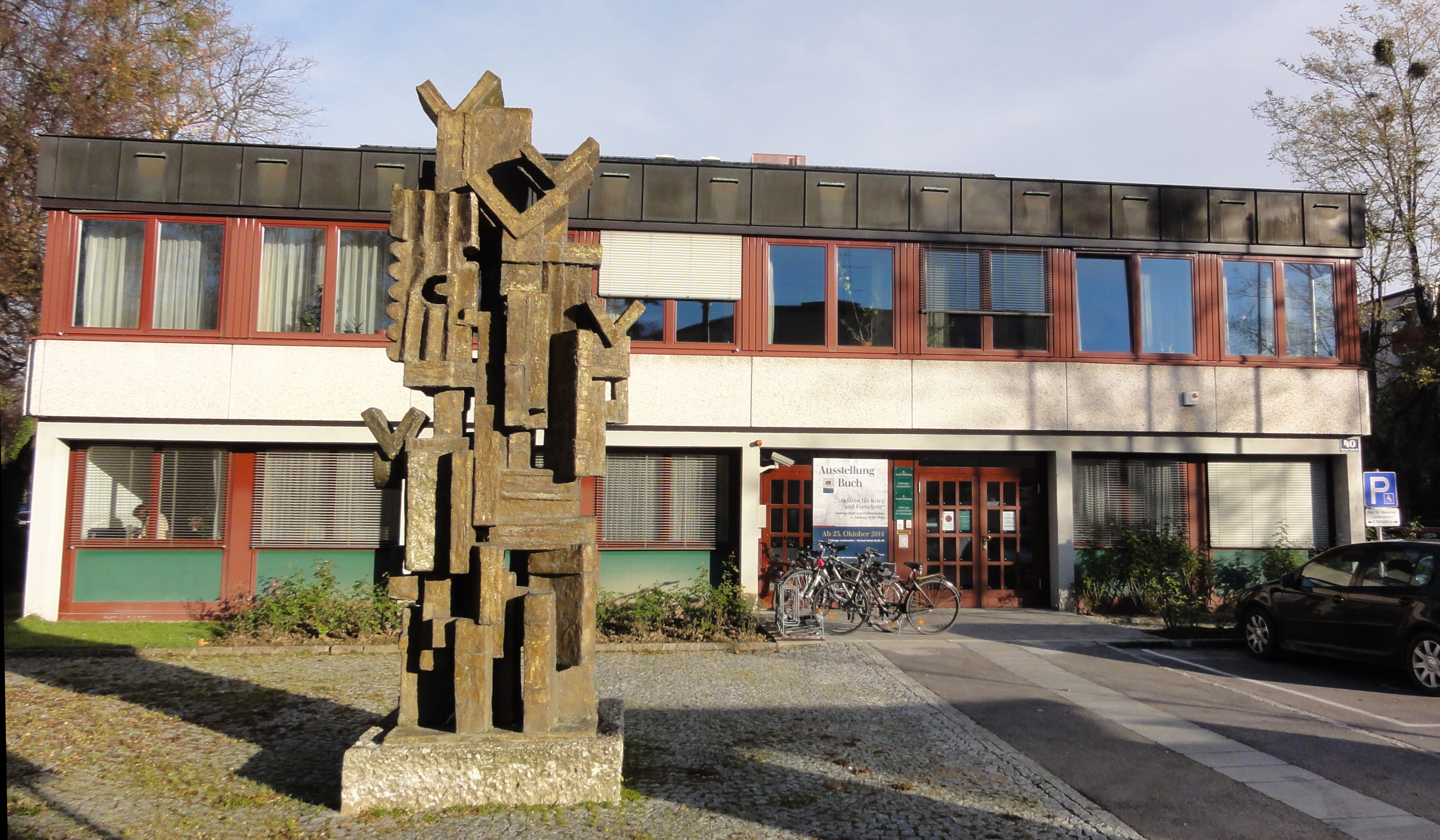
Das Salzburger Landesarchiv im Jahr 2014

Das Salzburger Landesarchiv in der Stadt Salzburg verwahrt das dort verbliebene historische Schriftgut des Reichsfürstentums und späteren österreichischen Kronlandes Salzburg sowie die für die laufende Verwaltung nicht mehr benötigten Akten des Bundeslandes Salzburg, nämlich des Salzburger Landtages und der Salzburger Landesregierung sowie der Salzburger Bezirkshauptmannschaften und Bezirksgerichte. Außerdem werden historisch wertvolle Archivalien aus anderen Quellen gesammelt. Das Archiv ist Auskunftsstelle für Dienststellen des Landes und landeshistorisch interessierte Besucher.
Als Außenstellen des Landesarchivs fungieren das Bezirksarchiv Pinzgau in Zell am See und das Bezirksarchiv Pongau in Werfen.

## Geschichte
Das Salzburger Landesarchiv steht in der Nachfolge des Urkundenarchivs der Salzburger Erzbischöfe, das sich seit dem frühen Mittelalter in der erzbischöflichen Residenz befand. Als Salzburg mit dem Frieden von Pressburg im Jahr 1805 erstmals an Österreich ging, wurden die ältesten Archivbestände nach Wien verbracht. Sie befinden sich bis heute im Österreichischen Staatsarchiv. Zu weiteren Aktenverlusten kam es, als Salzburg als Folge des Wiener Kongresses von Bayern an Österreich zurückgegeben werden musste. Archivalien mit einem Bezug auf bei Bayern verbliebene ehemals Salzburgische Gebiete kamen nach München. Sie befinden sich heute im Bayerischen Hauptstaatsarchiv.
Unter bayerischer Herrschaft war im Jahr 1805 Joseph Ernst Ritter von Koch-Sternfeld mit der Sammlung und Ordnung der Akten der einzelnen Ämter betraut worden. Dadurch sollte eine geordnete Fortsetzung der Verwaltung gewährleistet werden. Erst mit Gründung der Zentralregistratur im Jahr 1827 gelang es jedoch, alle in Salzburg verbliebenen Archivalien zusammenzufassen. Die Zentralregistratur wurde im Neubau der Residenz untergebracht. 1941 kam sie in das Konventgebäude des Stifts St. Peter und verblieb dort auch nach dem Zweiten Weltkrieg.
Am 9. Dezember 1970 eröffnete das Landesarchiv sein vom Land Salzburg neu errichtetes Gebäude in der Michael-Pacher-Straße 40. Als Außenstellen wurden im Jahr 1982 das Bezirksarchiv Pinzgau in Zell am See und im Jahr 1999 das Bezirksarchiv Pongau in Werfen angegliedert.
Im Jahr 2009 gelang es dem damaligen Direktor Fritz Koller, die Bemühungen des Landesarchivs um eine Rückführung der Salzburger Archivalien, die nach Wien und München gebracht worden sind, zu einem für alle Seiten befriedigenden Abschluss zu bringen. Der gesamte betroffene Bestand von 19.000 Urkunden wurde digitalisiert und steht damit der Forschung zur Verfügung. Darüber hinaus konnte Koller beim Österreichischen Staatsarchiv die Rückgabe der Salzburger Kammerbücher (Kopialbücher des Erzstifts Salzburg, 13.–14. Jahrhundert) erreichen und vom Bayerischen Staatsarchiv im Wege eines Archivalienaustauschs zahlreiche salzburgische Archivalien zurückholen.
Die aktuelle gesetzliche Grundlage für die Aufgaben, Tätigkeit und Nutzung des Salzburger Landesarchives bildet das Gesetz vom 23. April 2008 über die Sicherung und Nutzung von öffentlichem Archivgut sowie die Tätigkeit der damit betrauten Archive (Salzburger Archivgesetz).

## Leiter des Landesarchivs
- 1897–1901: Friedrich Pirckmayer
- 1901–1905: Richard Schuster
- 1905–1924: Andreas Mudrich
- 1924–1950: Franz Martin
- 1950–1970: Herbert Klein
- 1971–1981: Franz Pagitz
- 1981–1997: Friederike Zaisberger[7]
- 1997–2010: Fritz Koller[8]
- seit 2010: Oskar Dohle[9]

## Gebäude

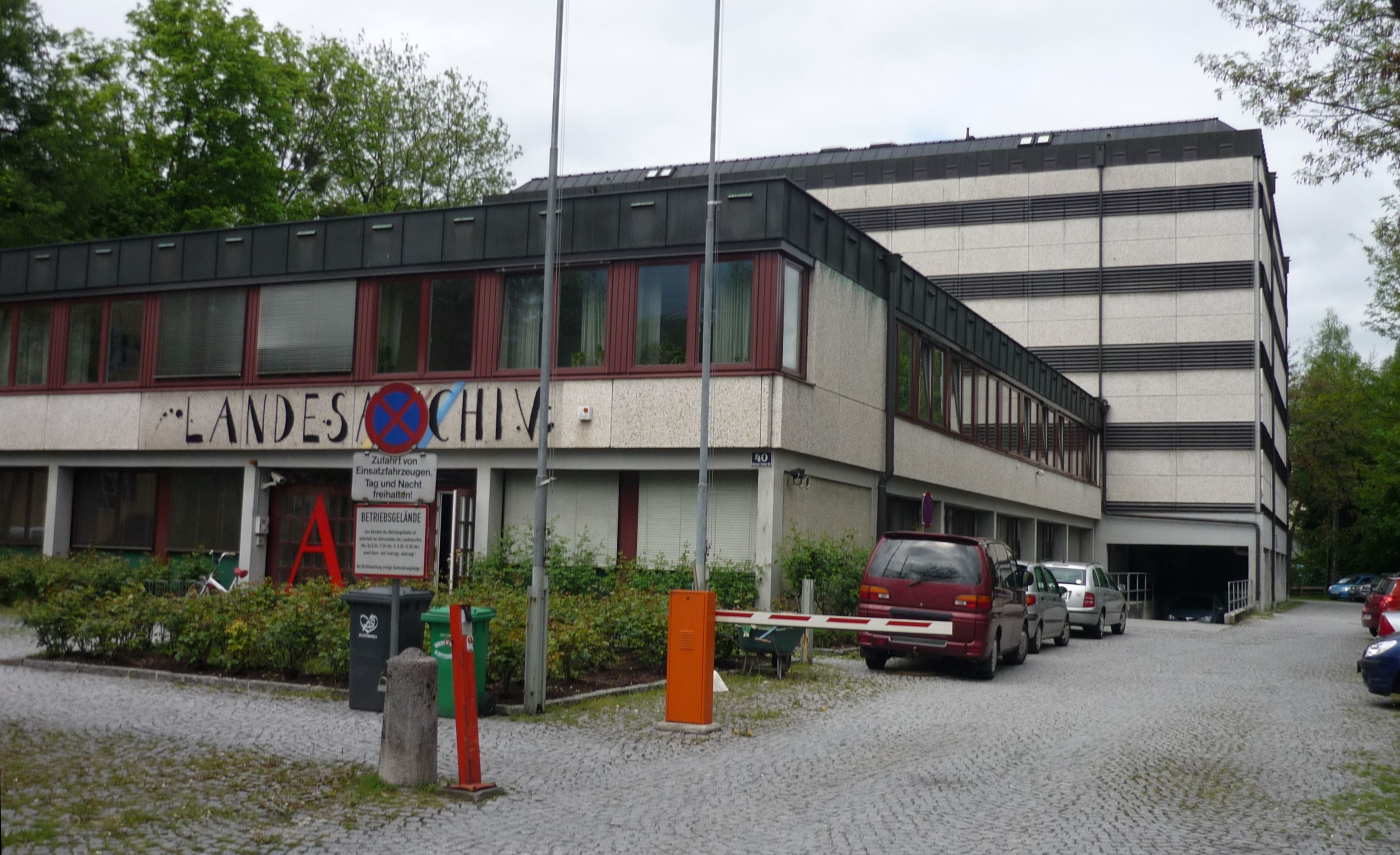
Das Salzburger Landesarchiv im Jahr 2010

Das Gebäude des Salzburger Landesarchivs befindet sich in der Herrnau im Salzburger Stadtteil Salzburg-Süd. In dem funktionellen Neubau, der nach einem Entwurf der Architektengemeinschaft Fritz Kohlbacher und Hans Laimer errichtet wurde, sind neben dem Magazin mit den Archivbeständen die Büros der Archivangestellten, der Lesesaal, die Bibliotheken und die Werkstätten untergebracht. Zwischen 1991 und 1995 sowie in den Jahren 2012 und 2014 wurde das Gebäude grundlegend saniert und modernisiert. Dabei wurde auch das ursprüngliche Flachdach durch ein leicht geneigtes Satteldach ersetzt und ein zusätzliches Stockwerk als Lagerraum gewonnen. Das Magazin umfasst nach seiner Erweiterung Regalflächen von 30.000 lfm.

## Bestände

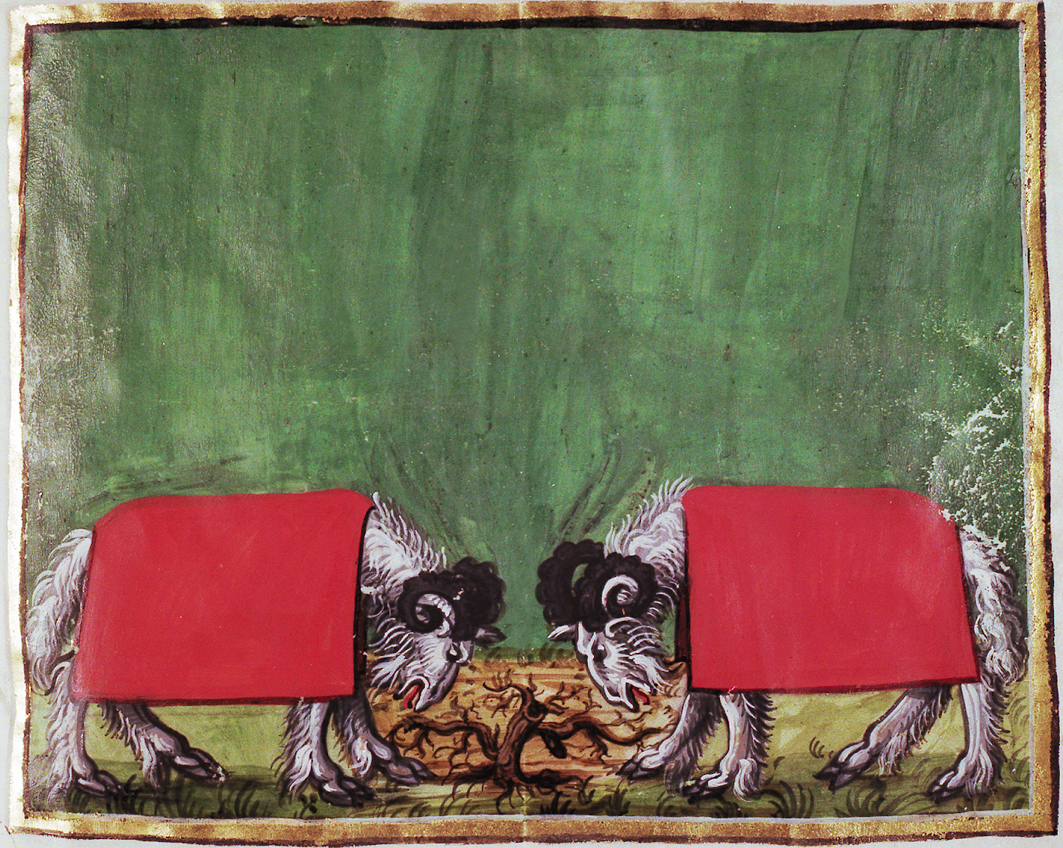
Darstellung der Salzburger "Blutwidder" aus dem Salzburger Landesarchiv, zur Erinnerung an den Salzburger Bauernaufstand von 1564, Urbar 8 (1498–1566), nach fol. 179

Die Bestände des Landesarchivs setzen sich aus Urkunden, Handschriften und Akten zusammen. Hinzu kommen Sondersammlungen und Nachlässe. Die Hauptmasse der Archivalien entstammt der Landesverwaltung, jedoch verwahrt das Landesarchiv auch zahlreiche für die Landesgeschichte bedeutende Materialien anderer Herkunft. Zeitlich deckt das Material mehr als 1000 Jahre Landesgeschichte ab. Inhaltlich ist das Archivmaterial folgenden Gruppen zugeordnet:
- Historisches Archiv (bis ca. 1850)
- Zentralregistratur (ab ca. 1850)
- Sammlungen
- Nachlässe

Das Archivgut ist unter dem Vorbehalt der gesetzlich geregelten Schutzfrist von 30 Jahren und besonderer personenschutz- und datenschutzrechtlicher Bestimmungen öffentlich zugänglich. Nahezu alle Bestände sind durch Findbücher erschlossen. Neben der umfangreichen Historischen Bibliothek, die den Großteil der Literatur zur Salzburger Geschichte und Landeskunde umfasst, existiert auch eine Amtsbibliothek.

## Veröffentlichungsreihe
- Friederike Zaisberger (Hrsg.): Neuerwerbungen im Salzburger Landesarchiv: Ortsansichten aus der 1. Hälfte des 19. Jahrhunderts. Flachgau, Tennengau, Pongau, Pinzgau, Lungau (Ausstellung im Ausstellungsraum des Landesarchivs, 7.12.1983 bis 31.1.1984). Schriftenreihe des Salzburger Landesarchivs Nr. 1. Salzburg 1983.
- Friederike Zaisberger (Hrsg.): Mitteilungen aus dem Salzburger Landesarchiv. Schriftenreihe des Salzburger Landesarchivs Nr. 2. Salzburg 1984.
- Friederike Zaisberger, Nikolaus Pfeiffer: Salzburger Gemeindewappen. Schriftenreihe des Salzburger Landesarchivs Nr. 3. Salzburg 1985.
- Fritz Koller: Das Salzburger Landesarchiv. Schriftenreihe des Salzburger Landesarchivs Nr. 4. Salzburg 1987.
- Friederike Zaisberger: Das Landt vnd Ertzstifft Saltzburg. Die erste gedruckte Landkarte Salzburgs. Ein Gemeinschaftswerk von Marx Setznagel, Christoph Jordan und Hans Baumann. Schriftenreihe des Salzburger Landesarchivs Nr. 5. Salzburg 1988.
- Friederike Zaisberger (Red.): Salzburg im Bild gedruckter Karten. 1551–1988 (Katalog zur Ausstellung vom 4.10.–28.10.1988). Schriftenreihe des Salzburger Landesarchivs Nr. 6. Salzburg 1988.
- Friederike Zaisberger: Beschreibung der Objekte in der Sonderausstellung des Landes "Die alte Stadt im Gebirge" 700 Jahre Radstadt. Unter Mitarbeit v. Wolfgang Hartl, Ulrike Kammerhofer, Fritz Koller und Nikolaus Pfeiffer. Schriftenreihe des Salzburger Landesarchivs Nr. 7. Salzburg 1989.
- Friederike Zaisberger (Hrsg.): Neues aus dem Salzburger Landesarchiv. Schriftenreihe des Salzburger Landesarchivs Nr. 8. Salzburg 1990.
- Friederike Zaisberger: Die Salzburger Landtafeln. Eine Bilddokumentation zum Landtag des Erzstiftes Salzburg. Schriftenreihe des Salzburger Landesarchivs Nr. 9. Salzburg 1990.
- Friederike Zaisberger (Hrsg.), Fritz Koller (Red.): Salzburger Landesarchiv. Baudokumentation 1991–1995. Schriftenreihe des Salzburger Landesarchivs Nr. 10. Salzburg 1995.
- Friederike Zaisberger (Hrsg.) unter Mitarbeit v. Ulrike Engelsberger, Reinhard R. Heinisch und Ilse Lackerbauer: Einzüge der Fürsterzbischöfe vom 16. bis 19. Jahrhundert (Ausstellung des Salzburger Landesarchivs, 15.5. bis 30.6.1995). Schriftenreihe des Salzburger Landesarchivs Nr. 11. Salzburg 1995.
- Fritz Koller: Das Inventarbuch der Landesgalerie Salzburg 1942–1944. Schriftenreihe des Salzburger Landesarchivs Nr. 12. Salzburg 2000.
- Wilhelm Schaup (Hrsg.): Salzburg auf alten Landkarten. 1551–1866/67. Schriftenreihe des Salzburger Landesarchivs Nr. 13. Salzburg 2000.
- Fritz Koller, Hermann Rumschöttel (Hrsg.): Vom Salzachkreis zur EuRegio. Bayern und Salzburg im 19. und 20. Jahrhundert. Vorträge der wissenschaftlichen Tagung, München, 25./26.11.2004. Schriftenreihe des Salzburger Landesarchivs Nr. 14. München, Salzburg 2006.
- Oskar Dohle, Peter Eigelsberger: Camp Marcus W. Orr, „Glasenbach“ als Internierungslager nach 1945. Studienausgabe. Schriftenreihe des Salzburger Landesarchivs Nr. 15. Linz, Salzburg 2011.
- Nikolaus Pfeiffer: Von der Handbuchbinderei zum HighTech Labor. 70 Jahre Buchbinderei im Salzburger Landesarchiv. Schriftenreihe des Salzburger Landesarchivs Nr. 16. Salzburg 2011.
- Oskar Dohle: 150 Jahre Salzburger Landeshauptleute 1861-2011. Schriftenreihe des Salzburger Landesarchivs Nr. 17. Salzburg 2011.
- Salzburg als Teil von Oberösterreich (1816–1849). Salzburger Archivalien in den Beständen des Oberösterreichischen Landesarchivs Zusammengestellt von Peter Eigelsberger nach Vorarbeiten von Oskar Dohle. Schriftenreihe des Salzburger Landesarchivs Nr. 18. Salzburg 2012.
- Salzburger Landesarchiv (Hrsg.): Erzbischof Colloredo und sein Kataster. Eine Steuerreform am Ende des Erzstifts Salzburg. Schriftenreihe des Salzburger Landesarchivs Nr. 19. Salzburg 2012.
- Friederike Zaisberger: Der Russlandfeldzug 1812 und der Salzachkreis. Schicksale im Krieg und daheim. Schriftenreihe des Salzburger Landesarchivs Nr. 20. Salzburg 2013.
- Alfred W. Höck: Die Aufgaben- und Organisationsentwicklung des Amtes der Salzburger Landesregierung 1945–2012. Schriftenreihe des Salzburger Landesarchivs Nr. 21. Salzburg 2013.
- Oskar Dohle, Thomas Mitterecker (Hrsg.): Salzburg im Ersten Weltkrieg. Fernab der Front – dennoch im Krieg. Schriftenreihe des Salzburger Landesarchivs Nr. 22. Wien, Köln, Weimar 2014.
- Gerda und Oskar Dohle: Sklaven für Krieg und Fortschritt. Zwangsarbeit und Kraftwerksbau in Salzburg 1939–1945. Schriftenreihe des Salzburger Landesarchivs Nr. 23. Salzburg 2014.
- Nikolaus Pfeiffer: Verantwortung Kulturgut. Konservatorischer Leitfaden für den Alltag im Regionalmuseum und Gemeindearchiv. Schriftenreihe des Salzburger Landesarchivs Nr. 24. Salzburg 2015.
- Oskar Dohle, Thomas Mitterecker und Hannes Wartbichler (Hrsg.): Archivführer Oberpinzgau. Historische Quellen und Bestände in Archiven und Museen. Schriftenreihe des Salzburger Landesarchivs Nr. 25. Salzburg 2016.[17]